# Krhová
Krhová település Csehországban, Vsetíni járásban. Krhová Valašské Meziříčí, Hostašovice és Zašová településekkel határos. Lakosainak száma 2099 fő (2024. január 1.).

## Népesség
A település lakosságának változását az alábbi diagram mutatja:
| Lakosok száma | 1046 | 1450 | 1696 | 1719 | 1752 | 1957 | 1976 | 1996 | 2020 | 2099 |
|               | 1869 | 1900 | 1921 | 1961 | 1980 | 2011 | 2016 | 2019 | 2021 | 2024 |